# Petra Bödeker-Schoemann
Petra Bödeker-Schoemann (* 24. März 1956 in Wedel) ist eine deutsche Politikerin der Grünen.

## Leben
Nach ihrem Abitur 1974 am Johann-Rist-Gymnasium in Wedel arbeitete Bödeker-Schoemann zunächst als Dokumentationsassistentin und absolvierte eine Ausbildung zur Bankkauffrau. Ab Oktober 1980 studierte sie Betriebswirtschaftslehre an der Universität Hamburg mit dem Abschluss Diplom-Kauffrau. Im April 1986 trat sie in den Höheren Dienst der Freien und Hansestadt Hamburg ein, in dem sie bis 2011 in unterschiedlichen Funktionen tätig war, zuletzt als Leitende Regierungsdirektorin in der Finanzbehörde. Im September 2011 wurde sie zur Geschäftsführerin der städtischen Beteiligungsholding HGV (Hamburger Gesellschaft für Vermögens- und Beteiligungsmanagement) berufen. Dieses Amt legte sie Mitte 2018 aus Altersgründen nieder. Von Mitte 2012 bis Mitte 2018 gehörte Bödeker-Schoemann dem Aufsichtsrat der HHLA an. Sie vertrat die HGV außerdem in vielen weiteren Aufsichtsräten hamburgischer öffentlicher Unternehmen.

## Politik
Bödeker-Schoemann ist seit 1983 Mitglied der Grünen (damals noch GAL) und arbeitete zwischen 1982 und 1989 im Haushalts-, Wirtschafts- und Frauenausschuss der Bezirksversammlung in Altona mit. Von 1989 bis 1993 war sie Abgeordnete in der Bezirksversammlung, 1991 bis 1993 auch Fraktionsvorsitzende.
In der 15. Wahlperiode von 1993 bis 1997 war sie Abgeordnete in der Hamburgischen Bürgerschaft und für die Fraktion der GAL im Gesundheitsausschuss und im Verfassungsausschuss tätig.
Von 1998 bis 2011 vertrat sie die Grünen erneut in der Bezirksversammlung Altona, u. a. als stellvertretende Fraktionsvorsitzende und 2. stellvertretende Vorsitzende der Bezirksversammlung. Thematische Schwerpunkte waren Wirtschaftspolitik sowie Haushalts- und Sicherheitspolitik. Nachdem sie zum 1. September 2011 die Stelle als Geschäftsführerin der städtischen Beteiligungsholding HGV antrat, musste sie ihr Abgeordnetenmandat wegen der Inkompatibilität von Amt und Mandat niederlegen. Seit 2019 gehört sie wieder der Bezirksversammlung Altona an und vertritt die Fraktion der Grünen im Haupt- sowie dem Sozial- und Haushaltsausschuss.